# 黑帶管竺鯛
黑帶管竺鯛（學名：Siphamia cephalotes），又稱黑帶管天竺鯛，為輻鰭魚綱鈎頭魚目天竺鯛科管竺鯛屬下的一個種，分布於東印度洋澳洲海域，從西澳大利亞鯊魚灣到新南威爾斯州拜倫灣，深度0至7公尺，本魚體延長側扁，頭大、眼大、口大且斜裂，頜齒細小，鋤骨和腭骨通常具齒，舌上無齒，前鰓蓋骨邊緣具鋸齒，體被弱櫛鱗，舌頭兩側具發光器，體色灰綠色並帶金屬光澤，魚鰭透明，背鰭2個，尾鰭叉形，背鰭硬棘7枚、背鰭軟條8枚、臀鰭硬棘2枚、臀鰭軟條8-9枚，體長可達5公分，棲息河口、沿海砂泥底質海域，夜間成小群活動，屬肉食性，繁殖期時，雄魚具有口孵習性，卵約7日化成仔魚，由雄魚吐出，具短暫的仔魚飄浮期，生活習性不明。